# インダス・シャー
インダス・シャー (Indus Sher) は、ヴィア・マハーンとサンガ、によるインドのプロレスタッグチームである。

## 来歴
2018年9月28日、ダニー・バーチ & オニー ローカンとのライブ イベントで初めてデビューした。その後、様々なアマチュアチームを破り、2021年1月26日、リンクとグルジャールは、ドリュー・マッキンタイアとチームを組み、ジンダー・マハル & シン・ブラザーズ (サミル・シンとスニル・シン)に試合を挑んだ。結果、マッキンタイア組が勝利した。

### リンクのその後
2021年10月4日リンクは、スマックダウンにドラフトで指名を受けた。その後は、マハルのマネージャーとしてシャンキーと共に活動した。リンクは、リングネームを ヴィア と変えた。ヴィアは、ロウに移籍した。ここでは、リングネームを ヴィア・マハーン と変えた。ロウでは、ミステリオス (レイ・ミステリオとドミニク・ミステリオ)と対戦を行ったり、その他のメインロースター入りをしていないレスラーと対戦した。

### グルジャールのその後
グルジャールは、NXTにとどまり、グレイソン・ウォーラーのマネージャーとして活動した。2022年1月18日、グルジャールはリングネームを サンガ に変更した。

### インダス・シャー再結成
2022年10月5日、ヴィアがNXTに帰ってきて、サンガのインタビューに口を挟んだ。最初の試合は、勝利した。12月6日、クリード・ブラザーズ (ブルータス・クリード & ジュリアス・クリード)との試合をインダス・シャーは、希望した。

## 入場曲
- War Of The Pharaos 現在使用中